# Україна на Європейських іграх 2023
Збірна України брала участь в ІІІ Європейських іграх 2023, що відбувалися у Кракові та інших містах Малопольського воєводства з 20 червня по 2 липня 2023 року.

## Медалісти
| Медаль | Спортсмен | Вид спорту                      | Дисципліна                                      | Дата      |
| ------ | --- | ------------------------------- | ----------------------------------------------- | --------- |
| Золото | Людмила Лузан Валерія Терета | Веслування на байдарках і каное | каное-двійки, 500 метрів                        | 22 червня |
| Золото | Олег Кухарик Ігор Трунов | Веслування на байдарках і каное | байдарки-двійки, 500 метрів                     | 22 червня |
| Золото | Ксенія Байло Данило Коновалов Ганна Письменська Олексій Середа | Стрибки у воду                  | командні змагання                               | 22 червня |
| Золото | Анжеліка Терлюга | Карате                          | до 55 кг                                        | 22 червня |
| Золото | Андрій Заплітний | Карате                          | до 75 кг                                        | 23 червня |
| Золото | Людмила Лузан | Веслування на байдарках і каное | каное-одиночки, 500 метрів                      | 24 червня |
| Золото | Ксенія Байло Кірілл Болюх | Стрибки у воду                  | змішана синхронна вишка                         | 24 червня |
| Золото | Наталія Кроль | Легка атлетика                  | біг на 800 метрів                               | 24 червня |
| Золото | Марина Бех-Романчук | Легка атлетика                  | потрійний стрибок                               | 24 червня |
| Золото | Кірілл Болюх Олексій Середа | Стрибки у воду                  | синхронна вишка                                 | 25 червня |
| Золото | Ярослава Магучіх | Легка атлетика                  | стрибки у висоту                                | 25 червня |
| Золото | Джоан-Фейбі Бежура | Фехтування                      | індивідуальна шпага                             | 26 червня |
| Золото | Павло Коростильов Юлія Коростильова | Кульова стрільба                | швидкісний пістолет, 25 метрів, змішана команда | 27 червня |
| Золото | Ігор Любченко | Муай тай                        | до 67 кг                                        | 27 червня |
| Золото | Олександр Єфіменко | Муай тай                        | до 71 кг                                        | 27 червня |
| Золото | Олег Приймачов | Муай тай                        | до 91 кг                                        | 27 червня |
| Золото | Ольга Харлан | Фехтування                      | індивідуальна шабля                             | 27 червня |
| Золото | Олена Костевич Анастасія Німець Юлія Коростильова | Кульова стрільба                | швидкісний пістолет, 25 метрів, команда         | 28 червня |
| Золото | Олег Колодій Данило Коновалов | Стрибки у воду                  | синхронний трамплін                             | 28 червня |
| Золото | Олександр Хижняк | Бокс                            | до 80 кг                                        | 1 липня   |
| Золото | Вікторія Ус | Веслувальний слалом             | каяк-кросс                                      | 2 липня   |
| Срібло | Дмитро Даниленко Олег Кухарик Іван Семикін Ігор Трунов | Веслування на байдарках і каное | байдарки-четвірки, 500 метрів                   | 23 червня |
| Срібло | Людмила Лузан | Веслування на байдарках і каное | каное-одиночки, 200 метрів                      | 23 червня |
| Срібло | Аніта Серьогіна | Карате                          | до 61 кг                                        | 23 червня |
| Срібло | Владислава Алексіїва Марина Алексіїва Марта Фєдіна Вероніка Гришко Дар'я Мошинська Ангеліна Овчиннікова Анастасія Шмоніна Валерія Тищенко Олеся Дерев'янченко Софія Мацієвська                                            | Артистичне плавання             | хайлайт                                         | 24 червня |
| Срібло | Михайло Кохан | Легка атлетика                  | метання молота                                  | 24 червня |
| Срібло | Владислава Алексіїва Марина Алексіїва | Артистичне плавання             | дует, довільна програма                         | 24 червня |
| Срібло | Іван Кожокарь Анастасія Павлова | Стрільба з лука                 | змішана команда                                 | 25 червня |
| Срібло | Ксенія Байло Соф'я Есман | Стрибки у воду                  | синхронна вишка                                 | 27 червня |
| Срібло | Єгор Скуріхін | Муай тай                        | до 81 кг                                        | 27 червня |
| Срібло | Анна Пономаренко | Брейкданс                       | особисті змагання                               | 27 червня |
| Срібло | Таїсія Бабенко Анна Давиденко Юлія Дехтяр Ірина Дубицька Анастасія Кліпаченко Юлія Костюк Вікторія Кислова Альона Курильчук Анна Шульга Анастасія Терех Марія Тихонова Ірина Василюк Сніжана Воловенко Мирослава Випасняк | Пляжний футбол                  | жіночий турнір                                  | 1 липня   |
| Срібло | Тимур Бриков | Кікбоксинг                      | фул–контакт, 75 кг                              | 2 липня   |
| Бронза | Олена Костевич | Кульова стрільба                | пневматичний пістолет, 10 метрів                | 22 червня |
| Бронза | Нікіта Філіпов | Карате                          | до 60 кг                                        | 22 червня |
| Бронза | Владислав Шепелев | Легка атлетика                  | потрійний стрибок                               | 23 червня |
| Бронза | Артур Фельфнер | Легка атлетика                  | метання списа                                   | 25 червня |
| Бронза | Владислав Микитась | Муай тай                        | до 60 кг                                        | 26 червня |
| Бронза | Анастасія Михайленко | Муай тай                        | до 51 кг                                        | 26 червня |
| Бронза | Володимир Станкевич | Фехтування                      | індивідуальна шпага                             | 27 червня |
| Бронза | Артем Мельник | Кікбоксинг                      | фул–контакт, 86 кг                              | 1 липня   |

## Склад учасників
Україна не змогла пройти кваліфікацію на змагання з регбі-7, оскільки команди були знятті з турнірів 2022 Rugby Europe Sevens Trophy та 2022 Rugby Europe Women's Sevens Championship Series через російське вторгнення в Україну.
| Вид спорту                      | Чоловіки | Жінки | Загалом |
| ------------------------------- | -------- | ----- | ------- |
| Артистичне плавання             | 0        | 11    | 11      |
| Бадмінтон                       | 3        | 3     | 6       |
| Баскетбол                       | 0        | 4     | 4       |
| Бокс                            | 7        | 6     | 13      |
| Брейкданс                       | 2        | 1     | 3       |
| Велоспорт (BMX)                 | 1        | 0     | 1       |
| Веслування на байдарках і каное | 9        | 8     | 17      |
| Веслування слалом               | 4        | 3     | 7       |
| Дзюдо                           | 6        | 6     | 12      |
| Легка атлетика                  | 23       | 21    | 44      |
| Карате                          | 3        | 4     | 7       |
| Кікбоксинг                      | 3        | 1     | 4       |
| Маунтенбайк                     | 3        | 3     | 6       |
| Муай тай                        | 5        | 1     | 6       |
| Настільний теніс                | 3        | 4     | 7       |
| Пляжний футбол                  | 12       | 12    | 24      |
| Скелелазіння                    | 2        | 3     | 5       |
| Стрибки на лижах з трампліна    | 2        | 2     | 4       |
| Стрибки у воду                  | 7        | 3     | 10      |
| Стрільба кульова                | 8        | 7     | 15      |
| Стрільба стендова               | 1        | 3     | 4       |
| Стрільба з лука                 | 3        | 2     | 5       |
| Сучасне п'ятиборство            | 4        | 4     | 8       |
| Текбол                          | 2        | 2     | 4       |
| Тріатлон                        | 1        | 3     | 4       |
| Тхеквондо                       | 5        | 3     | 8       |
| Фехтування                      | 12       | 12    | 24      |
| Загалом                         | 131      | 132   | 263     |

## Атлетичні види спорту

### Легка атлетика
Спортсменів — 44

#### Бігові дисципліни

##### Чоловіки
| Спортсмен | Змагання   | Забіг      | Забіг | Півфінал | Півфінал | Фінал | Фінал |
| Спортсмен | Змагання   | Час        | Місце | Час      | Місце    | Час   | Місце |
| --- | ---------- | ---------- | ----- | -------- | -------- | ----- | ----- |
| Андрій Васильєв Запорізька область | 100 м      | 10.41      | 4     |          |          |       |       |
| Ростислав Голубович Черкаська область | 400 м з/б  | 52.01      | 8     |          |          |       |       |
| Богдан-Іван Городиський Київ | 5000 м     | 14:06.00   | 6     |          |          |       |       |
| Станіслав Коваленко Дніпропетровська область | 200 м      | 21.07 SB   | 8     |          |          |       |       |
| Олег Кукота Київ | 110 м з/б  | 14.08 PB   | 8     |          |          |       |       |
| Олег Миронець Чернівецька область | 800 м      | 1:47.86 PB | 3     |          |          |       |       |
| Дмитрій Ніколайчук Київ | 1500 м     | 3:45.44    | 8     |          |          |       |       |
| Олександр Погорілко Сумська область | 400 м      | 45.31 PB   | 2     |          |          |       |       |
| Роман Ростикус Львівська область | 3000 м з/п | 8:59.73    | 8     |          |          |       |       |
| Андрій Васильєв Запорізька область Владислав Ємець Київська область Станіслав Коваленко Дніпропетровська область Ерік Костриця Волинська область Кирило Приходько Донецька область Олександр Соколов Дніпропетровська область | 4х100м     | 39.03 SB   | 1     |          |          |       |       |

##### Жінки
| Спортсмен | Змагання   | Забіг       | Забіг | Фінал      | Фінал |
| Спортсмен | Змагання   | Час         | Місце | Час        | Місце |
| --- | ---------- | ----------- | ----- | ---------- | ----- |
| Діана Гончаренко Сумська область | 100 м      | 11.55 PB    | 6     |            |       |
| Валерія Зіненко Донецька область | 5000 м     | 15:36.98 PB | 4     |            |       |
| Тетяна Кайсен Дніпропетровська область | 200 м      | 23.28 PB    | 3     |            |       |
| Катерина Карпюк Запорізька область | 400 м      | 52.45 SB    | 6     |            |       |
| Наталія Кроль Рівненська область | 800 м      | 1:59.77 SB  | 1     | 1:59.77 SB | 1     |
| Ольга Ляхова Полтавська область | 1500 м     | 4:10.99 PB  | 4     |            |       |
| Анна Плотіцина Київська область | 100 м з/б  | 13.18       | 5     |            |       |
| Наталія Стребкова Тернопільська область | 3000 м з/п | 10:00.17    | 4     |            |       |
| Вікторія Ткачук Донецька область | 400 м з/б  | 55.87       | 1     |            |       |
| Діана Гончаренко Сумська область Тетяна Кайсен Дніпропетровська область Яна Качур Київ Анна Плотіцина Київська область Олена Радюк-Кучук Донецька область Даниїла Хаван Закарпатська область | 4х100м     | DNF         | DNF   | DNF        | DNF   |

##### Змішані змагання
| Спортсмен | Змагання    | Забіг      | Забіг | Півфінал | Півфінал | Фінал | Фінал |
| Спортсмен | Змагання    | Час        | Місце | Час      | Місце    | Час   | Місце |
| --- | ----------- | ---------- | ----- | -------- | -------- | ----- | ----- |
| Микита Барабанов Запорізька область Данило Даниленко Волинська область Олександр Погорілко Сумська область Катерина Карпюк Запорізька область Тетяна Мельник Київ Анна Рижикова Дніпропетровська область Вікторія Ткачук Донецька область | 4х400м мікс | 3:15.13 SB | 3     |          |          |       |       |

#### Стрибки

##### Чоловіки
| Спортсмен                           | Змагання           | Кваліфікація | Кваліфікація | Фінал       | Фінал |
| Спортсмен                           | Змагання           | Результат    | Місце        | Результат   | Місце |
| ----------------------------------- | ------------------ | ------------ | ------------ | ----------- | ----- |
| Олег Дорощук Кіровоградська область | Стрибки у висоту   | 2.24         | 3            |             |       |
| Владислав Милихін Київська область  | Стрибки з жердиною | 5.40 SB      | 1            |             |       |
| Сергій Никифоров Київська область   | Стрибки у довжину  | 7.56         | 7            |             |       |
| Владислав Шепелев Одеська область   | Потрійний стрибок  | 16.67 EU23L  | 1            | 16.67 EU23L | 3     |

##### Жінки
| Спортсмен                                 | Змагання           | Кваліфікація | Кваліфікація | Фінал     | Фінал |
| Спортсмен                                 | Змагання           | Результат    | Місце        | Результат | Місце |
| ----------------------------------------- | ------------------ | ------------ | ------------ | --------- | ----- |
| Марина Бех-Романчук Хмельницька область   | Стрибки у довжину  | NM           | NM           | NM        | NM    |
| Марина Бех-Романчук Хмельницька область   | Потрійний стрибок  | 14.58        | 1            | 14.58     | 1     |
| Яна Гладійчук Київ                        | Стрибки з жердиною | 4.15         | 4            |           |       |
| Ярослава Магучіх Дніпропетровська область | Стрибки у висоту   | 1.97         | 1            | 1.97      | 1     |

#### Метання

##### Чоловіки
| Спортсмен                                  | Змагання       | Кваліфікація | Кваліфікація | Фінал       | Фінал |
| Спортсмен                                  | Змагання       | Результат    | Місце        | Результат   | Місце |
| ------------------------------------------ | -------------- | ------------ | ------------ | ----------- | ----- |
| Роман Кокошко Київська область             | Штовхання ядра | 20.46        | 2            |             |       |
| Михайло Кохан Дніпропетровська область     | Метання молота | 77.03 SB     | 1            | 77.03 SB    | 2     |
| Микита Нестеренко Дніпропетровська область | Метання диска  | 62.42 SB     | 4            |             |       |
| Артур Фельфнер Київська область            | Метання списа  | 82.24 EU23L  | 2            | 82.24 EU23L | 3     |

##### Жінки
| Спортсмен                                   | Змагання       | Кваліфікація | Кваліфікація | Фінал     | Фінал |
| Спортсмен                                   | Змагання       | Результат    | Місце        | Результат | Місце |
| ------------------------------------------- | -------------- | ------------ | ------------ | --------- | ----- |
| Ганна Гацько Київ                           | Метання списа  | 54.49        | 8            |           |       |
| Валерія Іваненко-Кириліна Черкаська область | Метання молота | 61.19        | 8            |           |       |
| Дар'я Козачок Житомирська область           | Метання диска  | 48.61 PB     | 9            |           |       |
| Марія Ларіна Донецька область               | Штовхання ядра | 13.30        | 13           |           |       |

## Водні види спорту

### Змагання в басейні

#### Артистичне плавання
Спортсменів — 11
| Спортсменки | Змагання | Технічна програма | Технічна програма | Довільна програма | Довільна програма | Довільна програма | Довільна програма | Фінал довільної програми | Фінал довільної програми | Всього очок | Місце |
| Очки | Місце    | Очки              | Місце             | Всього очок       | Місце             | Очки              | Місце             |                          |                          |             |       |
| --- | -------- | ----------------- | ----------------- | ----------------- | ----------------- | ----------------- | ----------------- | ------------------------ | ------------------------ | ----------- | ----- |
| Владислава Алексіїва Харківська область Марина Алексіїва Харківська область | Дует     | 245.0501          | 4                 | 93.3500           | 1                 | 234.0022Q         | 2                 | 93.2500                  | 1                        | 232.8438    | 2     |
| Владислава Алексіїва Харківська область Марина Алексіїва Харківська область Вероніка Гришко Харківська область Софія Мацієвська Харківська область Дар'я Мошинська Харківська область Ангеліна Овчиннікова Харківська область Валерія Тищенко Харківська область Марта Фєдіна Харківська область Марія Хованська Харківська область Анастасія Шмоніна Харківська область | Групи    | 203.7697          | 5                 | 116.3500          | 3                 | 254.6542Q         | 3                 | 119.2500                 | 2                        | 222.1939    | 4     |
| Владислава Алексіїва Харківська область Марина Алексіїва Харківська область Вероніка Гришко Харківська область Софія Мацієвська Харківська область Дар'я Мошинська Харківська область Ангеліна Овчиннікова Харківська область Валерія Тищенко Харківська область Марта Фєдіна Харківська область Марія Хованська Харківська область Анастасія Шмоніна Харківська область | Хайлайт  | Н/Д               | Н/Д               | Н/Д               | Н/Д               | Н/Д               | Н/Д               | 88.6000                  | 2                        | 208.9800    | 2     |

#### Стрибки у воду
Спортсменів — 10

##### Чоловіки
| Спортсмен                                                               | Змагання     | Півфінал  | Півфінал | Фінал           | Місце           |
| Результат                                                               | Місце        | Результат |          |                 |                 |
| ----------------------------------------------------------------------- | ------------ | --------- | -------- | --------------- | --------------- |
| Кирило Азаров Київ                                                      | Трамплін 1м  |           |          |                 |                 |
| Кирило Азаров Київ                                                      | Трамплін 3 м |           |          |                 |                 |
| Кірілл Болюх Київ                                                       |              |           |          |                 |                 |
| Олег Колодій Миколаївська область                                       | Трамплін 1м  |           |          |                 |                 |
| Олег Колодій Миколаївська область                                       | Трамплін 3 м | 408.15Q   | 3        | 402.20          | 5               |
| Данило Коновалов Миколаївська область                                   | Трамплін 1м  | 355.50Q   | 7        | 375.60          | 9               |
| Данило Коновалов Миколаївська область                                   | Трамплін 3 м | 383.25Q   | 11       | 371.60          | 12              |
| Євген Науменко Запорізька область                                       | Вишка        | 383.15Q   | 4        | 324.80          | 12              |
| Станіслав Оліферчик Донецька область                                    | Трамплін 1м  | 326.00    | 13       | Завершив виступ | Завершив виступ |
| Станіслав Оліферчик Донецька область                                    | Трамплін 3 м |           |          |                 |                 |
| Олексій Середа Миколаївська область Кірілл Болюх Київ                   | Вишка        | Н/Д       | Н/Д      | 398.70          | 1               |
| Олег Колодій Миколаївська область Данило Коновалов Миколаївська область | Трамплін 3 м | Н/Д       | Н/Д      | 410.16          | 1               |

##### Жінки
| Спортсмен                                                       | Змагання    | Півфінал  | Півфінал | Фінал            | Місце            |
| Результат                                                       | Місце       | Результат |          |                  |                  |
| --------------------------------------------------------------- | ----------- | --------- | -------- | ---------------- | ---------------- |
| Ксенія Байло Миколаївська область                               | Вишка       |           |          |                  |                  |
| Ганна Письменська Луганська область                             | Трамплін 3м | 240.95    | 13       | Завершила виступ | Завершила виступ |
| Ганна Письменська Луганська область                             | Трамплін 1м | 228.25Q   | 10       | 236.80           | 9                |
| Соф'я Есман Луганська область                                   |             |           |          |                  |                  |
| Ксенія Байло Миколаївська область Соф'я Есман Луганська область | Вишка       | Н/Д       |          | 274.68           | 2                |

##### Змішані змагання
| Спортсмен | Змагання        | Фінал  | Місце |
| Результат | Змагання        |        |       |
| --- | --------------- | ------ | ----- |
| Ксенія Байло Миколаївська область Данило Коновалов Миколаївська область Ганна Письменська Луганська область Олексій Середа Миколаївська область | Трамплін 3м/10м | 438.30 | 1     |
| Кирило Азаров Київ Ганна Письменська Луганська область                                                                                          | Трамплін 3м     | 246.90 | 9     |
| Ксенія Байло Миколаївська область Кірілл Болюх Київ                                                                                             | Вишка 10м       | 322.68 | 1     |

### Веслування

#### Веслування на байдарках та каное
Спортсменів — 17

Скорочення
| ПФ | за результатами заїзду вихід у півфінал | Ф | за результатами заїзду вихід у Фінал | ФВ | за результатами заїзду вихід у Фінал В |

##### Чоловіки
| Спортсмен | Змагання | Відбір   | Відбір | Півфінал | Півфінал | Фінал           | Фінал           |
| Спортсмен | Змагання | Час      | Місце  | Час      | Місце    | Час             | Місце           |
| --- | -------- | -------- | ------ | -------- | -------- | --------------- | --------------- |
| Тарас Міщук Полтавська область                                                                                               | С-1 200  | 40.016   | 5 ПФ   | 41.140   | 4        | Завершив виступ | Завершив виступ |
| Тарас Мазовський Полтавська область                                                                                          | С-1 500  | 1:51.430 | 4 ПФ   | 1:53.313 | 6        | Завершив виступ | Завершив виступ |
| Віталій Вергелес Львівська областьАндрій Рибачок Волинська область                                                           | С-2 500  | 1:44.244 | 5 ПФ   | 1:44.300 | 3 Ф      | 1:41.903        | 8               |
| Олександр Зайцев Львівська область                                                                                           | К-1 200  | 35.107   | 4 ПФ   | 35.809   | 1 Ф      | 37.535          | 7               |
| Олег Кухарик Полтавська областьІгор Трунов Полтавська область                                                                | К-2 500  | 1:31.047 | 4 ПФ   | 1:30.398 | 2 Ф      | 1:28.928        | 1               |
| Дмитро Даниленко Вінницька областьОлег Кухарик Полтавська областьІван Семикін Київська областьІгор Трунов Полтавська область | К-4 500  | 1:21.268 | 2 Ф    | Н/Д      | Н/Д      | 1:20.500        | 2               |

##### Жінки
| Спортсмен | Змагання | Відбір   | Відбір | Півфінал | Півфінал | Фінал       | Фінал |
| Спортсмен | Змагання | Час      | Місце  | Час      | Місце    | Час         | Місце |
| --- | -------- | -------- | ------ | -------- | -------- | ----------- | ----- |
| Людмила Лузан Полтавська область                                                                                                | С-1 200  | 46.218   | 1 Ф    | Н/Д      | Н/Д      | 46.937      | 2     |
| Людмила Лузан Полтавська область                                                                                                | С-1 500  | Н/Д      | Н/Д    | Н/Д      | Н/Д      | 2:02.920 EB | 1     |
| Людмила Лузан Полтавська областьВалерія Терета Львівська область                                                                | С-2 500  | 1:59.152 | 2 Ф    | Н/Д      | Н/Д      | 1:58.23     | 1     |
| Діана Рибак Житомирська область                                                                                                 | К-1 200  | 41.565   | 5 ПФ   | 42.355   | 2 Ф      | 42.908      | 9     |
| Марія Повх Волинська область | К-1 500  | 1:54.246 | 2 ПФ   | 1:54.821 | 4 ФВ     | 1:52.302    | 10    |
| Діана Танько Полтавська областьНаталія Докієнко Київська областьГанна Павлова Хмельницька областьІнна Грищун Полтавська область | К-4 500  | 1:34.699 | 4 ПФ   | 1:35.342 | 2 Ф      | 1:34.561    | 5     |

##### Змішані змагання
| Спортсмен                                                          | Змагання | Відбір | Відбір | Півфінал | Півфінал | Фінал  | Фінал |
| Спортсмен                                                          | Змагання | Час    | Місце  | Час      | Місце    | Час    | Місце |
| ------------------------------------------------------------------ | -------- | ------ | ------ | -------- | -------- | ------ | ----- |
| Віталій Вергелес Львівська областьВалерія Терета Львівська область | С-2 200  | 42.620 | 4 ПФ   | 40.494   | 1 Ф      | 41.525 | 6     |
| Олександр Зайцев Львівська областьДіана Рибак Житомирська область  | К-2 200  | 35.074 | 1 Ф    | Н/Д      | Н/Д      | 34.888 | 4     |

#### Веслувальний слалом
Спортсменів — 7

##### Чоловіки
| Спортсмен                                                                                | Змагання          | Попередній раунд | Попередній раунд | Попередній раунд | Попередній раунд | Півфінал        | Півфінал        | Фінал           | Фінал           |
| Спортсмен                                                                                | Змагання          | Спроба 1         | Місце            | Спроба 2         | Місце            | Час             | Місце           | Час             | Місце           |
| ---------------------------------------------------------------------------------------- | ----------------- | ---------------- | ---------------- | ---------------- | ---------------- | --------------- | --------------- | --------------- | --------------- |
| Артем Івченко Київ                                                                       | байдарка-одиночка | 100.37           | 47               | 99.75            | 18               | Завершив виступ | Завершив виступ | Завершив виступ | Завершив виступ |
| Сергій Совко Вінницька область                                                           | байдарка-одиночка | 94.45            | 39               | 98.63            | 16               | Завершив виступ | Завершив виступ | Завершив виступ | Завершив виступ |
| Сергій Совко Вінницька область                                                           | каное-одиночка    | 128.87           | 39               | 117.29           | 18               | Завершив виступ | Завершив виступ | Завершив виступ | Завершив виступ |
| Олександр Федоренко Вінницька область                                                    | байдарка-одиночка | 98.80            | 45               | 93.26            | 11               | Завершив виступ | Завершив виступ | Завершив виступ | Завершив виступ |
| Олександр Федоренко Вінницька область                                                    | каное-одиночка    | 113.48           | 35               | 113.96           | 16               | Завершив виступ | Завершив виступ | Завершив виступ | Завершив виступ |
| Максим Корнійчук Київ                                                                    | каное-одиночка    | 112.01           | 34               | 127.63           | 20               | Завершив виступ | Завершив виступ | Завершив виступ | Завершив виступ |
| Сергій Совко Вінницька областьОлександр Федоренко Вінницька областьАртем Івченко Київ    | байдарка, команда | Н/Д              | Н/Д              | Н/Д              | Н/Д              | Н/Д             | Н/Д             | 175.11          | 16              |
| Олександр Федоренко Вінницька областьСергій Совко Вінницька областьМаксим Корнійчук Київ | каное, команда    | Н/Д              | Н/Д              | Н/Д              | Н/Д              | Н/Д             | Н/Д             | 208.62          | 11              |

| Спортсмен                             | Змагання       | Попередній раунд | Попередній раунд | Чвертьфінал     | Півфінал        | Фінал           |
| Спортсмен                             | Змагання       | Час              | Місце            | Місце           | Місце           | Місце           |
| ------------------------------------- | -------------- | ---------------- | ---------------- | --------------- | --------------- | --------------- |
| Артем Івченко Київ                    | байдарка-кросс | 73.16            | 33               | Завершив виступ |                 |                 |
| Сергій Совко Вінницька область        | байдарка-кросс | 70.26            | 29               | Завершив виступ |                 |                 |
| Олександр Федоренко Вінницька область | байдарка-кросс | 68.65            | 26               | Завершив виступ | Завершив виступ | Завершив виступ |

##### Жінки
| Спортсмен                                                               | Змагання          | Попередній раунд | Попередній раунд | Попередній раунд | Попередній раунд | Півфінал         | Півфінал         | Фінал            | Фінал            |
| Спортсмен                                                               | Змагання          | Спроба 1         | Місце            | Спроба 2         | Місце            | Час              | Місце            | Час              | Місце            |
| ----------------------------------------------------------------------- | ----------------- | ---------------- | ---------------- | ---------------- | ---------------- | ---------------- | ---------------- | ---------------- | ---------------- |
| Вікторія Добротворська Вінницька область                                | байдарка-одиночка | 118.76           | 37               | 120.07           | 17               | Завершила виступ | Завершила виступ | Завершила виступ | Завершила виступ |
| Вікторія Добротворська Вінницька область                                | каное-одиночка    | 112.81           | 21               | 107.09           | 2 Q              | 132.93           | 26               | Завершила виступ | Завершила виступ |
| Анна Личко Київ                                                         | байдарка-одиночка | 129.13           | 38               | 121.30           | 19               | Завершила виступ | Завершила виступ | Завершила виступ | Завершила виступ |
| Вікторія Ус Київ                                                        | байдарка-одиночка | 101.15           | 20 Q             | Н/Д              | Н/Д              | 110.50           | 22               | Завершила виступ | Завершила виступ |
| Вікторія Ус Київ                                                        | каное-одиночка    | 112.42           | 20 Q             | Н/Д              | Н/Д              | 121.77           | 21               | Завершила виступ | Завершила виступ |
| Вікторія Ус КиївВікторія Добротворська Вінницька областьАнна Личко Київ | байдарка, команда | Н/Д              | Н/Д              | Н/Д              | Н/Д              | Н/Д              | Н/Д              | 134.48           | 10               |

| Спортсмен                                | Змагання      | Попередній раунд | Попередній раунд | Чвертьфінал      | Півфінал         | Фінал            |
| Спортсмен                                | Змагання      | Час              | Місце            | Місце            | Місце            | Місце            |
| ---------------------------------------- | ------------- | ---------------- | ---------------- | ---------------- | ---------------- | ---------------- |
| Вікторія Добротворська Вінницька область | байдарка-крос | 73.73            | 29               | Завершила виступ | Завершила виступ | Завершила виступ |
| Анна Личко Київ                          | байдарка-крос | 82.70            | 39               | Завершила виступ |                  |                  |
| Вікторія Ус Київ                         | байдарка-крос | 69.35            | 9 Q              | 2 Q              | 1 Q              | 1                |

## Гірські види спорту

### Скелелазіння
Спортсменів — 5

#### Чоловіки
| Спортсмен                        | Змагання  | Кваліфікація | Кваліфікація | Чвертьфінал | Чвертьфінал | Півфінал        | Півфінал        | Фінал           | Фінал           |
| Спортсмен                        | Змагання  | Результат    | Місце        | Результат   | Місце       | Результат       | Місце           | Результат       | Місце           |
| -------------------------------- | --------- | ------------ | ------------ | ----------- | ----------- | --------------- | --------------- | --------------- | --------------- |
| Даниїл Болдирев Донецька область | Швидкість | 6.355        | 12Q          | 7.976       | 2           | Завершив виступ | Завершив виступ | Завершив виступ | Завершив виступ |
| Роман Васько Київ                | Трудність | Н/Д          | Н/Д          | Н/Д         | Н/Д         | 29+             | 14              | Завершив виступ | Завершив виступ |

#### Жінки
| Спортсмен                                  | Змагання  | Кваліфікація | Кваліфікація | Чвертьфінал | Чвертьфінал | Півфінал         | Півфінал         | Фінал            | Фінал            |
| Спортсмен                                  | Змагання  | Результат    | Місце        | Результат   | Місце       | Результат        | Місце            | Результат        | Місце            |
| ------------------------------------------ | --------- | ------------ | ------------ | ----------- | ----------- | ---------------- | ---------------- | ---------------- | ---------------- |
| Оксана Бурова Дніпропетровська область     | Швидкість | 7.855 PB     | 7Q           | 7.954       | 2           | Завершила виступ | Завершила виступ | Завершила виступ | Завершила виступ |
| Євгенія Казбекова Дніпропетровська область | Трудність | Н/Д          | Н/Д          | Н/Д         | Н/Д         | 39+              | 10               | Завершила виступ | Завершила виступ |
| Євгенія Казбекова Дніпропетровська область | Болдеринг | 2T4z 4 7     | 3Q           | Н/Д         | Н/Д         | Н/Д              | Н/Д              | 2T2z 5 5         | 4                |
| Аліна Щигарєва Дніпропетровська область    | Швидкість | 8.297 PB     | 8Q           | 18.866      | 2           | Завершила виступ | Завершила виступ | Завершила виступ | Завершила виступ |

### Стрибки на лижах з трампліна
Спортсменів — 4

##### Чоловіки
| Спортсмени                                    | Змагання            | Кваліфікація | Кваліфікація   | Кваліфікація | Кваліфікація | Кваліфікація | Фінал     | Фінал          | Фінал       | Фінал     | Фінал     | Фінал     | Фінал          | Фінал       | Фінал     | Фінал     | Фінал | Фінал |
| Спортсмени                                    | Змагання            | Дистанція    | Очки дистанції | Очки суддів  | Загалом      | Місце        | 1 стрибок | 1 стрибок      | 1 стрибок   | 1 стрибок | 1 стрибок | 2 стрибок | 2 стрибок      | 2 стрибок   | 2 стрибок | 2 стрибок | Разом | Місце |
| Спортсмени                                    | Змагання            | Дистанція    | Очки дистанції | Очки суддів  | Загалом      | Місце        | Дистанція | Очки дистанції | Очки суддів | Загалом   | Місце     | Дистанція | Очки дистанції | Очки суддів | Загалом   | Місце     | Разом | Місце |
| --------------------------------------------- | ------------------- | ------------ | -------------- | ------------ | ------------ | ------------ | --------- | -------------- | ----------- | --------- | --------- | --------- | -------------- | ----------- | --------- | --------- | ----- | ----- |
| Євген Марусяк Івано-Франківська область       | нормальний трамплін |              |                |              |              |              |           |                |             |           |           |           |                |             |           |           |       |       |
| Євген Марусяк Івано-Франківська область       | великий трамплін    |              |                |              |              |              |           |                |             |           |           |           |                |             |           |           |       |       |
| Віталій Калініченко Івано-Франківська область | нормальний трамплін |              |                |              |              |              |           |                |             |           |           |           |                |             |           |           |       |       |
| Віталій Калініченко Івано-Франківська область | великий трамплін    |              |                |              |              |              |           |                |             |           |           |           |                |             |           |           |       |       |

##### Жінки
| Спортсмени                              | Змагання            | Кваліфікація | Кваліфікація   | Кваліфікація | Кваліфікація | Кваліфікація | Фінал            | Фінал            | Фінал            | Фінал            | Фінал            | Фінал            | Фінал            | Фінал            | Фінал            | Фінал            | Фінал            | Фінал            |
| Спортсмени                              | Змагання            | Дистанція    | Очки дистанції | Очки суддів  | Загалом      | Місце        | 1 стрибок        | 1 стрибок        | 1 стрибок        | 1 стрибок        | 1 стрибок        | 2 стрибок        | 2 стрибок        | 2 стрибок        | 2 стрибок        | 2 стрибок        | Разом            | Місце            |
| Спортсмени                              | Змагання            | Дистанція    | Очки дистанції | Очки суддів  | Загалом      | Місце        | Дистанція        | Очки дистанції   | Очки суддів      | Загалом          | Місце            | Дистанція        | Очки дистанції   | Очки суддів      | Загалом          | Місце            | Разом            | Місце            |
| --------------------------------------- | ------------------- | ------------ | -------------- | ------------ | ------------ | ------------ | ---------------- | ---------------- | ---------------- | ---------------- | ---------------- | ---------------- | ---------------- | ---------------- | ---------------- | ---------------- | ---------------- | ---------------- |
| Тетяна Пилипчук Тернопільська область   | нормальний трамплін | 67.0         | 4.0            | 45.0         | 55.6         | 34           | Завершила виступ | Завершила виступ | Завершила виступ | Завершила виступ | Завершила виступ | Завершила виступ | Завершила виступ | Завершила виступ | Завершила виступ | Завершила виступ | Завершила виступ | Завершила виступ |
| Тетяна Пилипчук Тернопільська область   | великий трамплін    |              |                |              |              |              |                  |                  |                  |                  |                  |                  |                  |                  |                  |                  |                  |                  |
| Жанна Глухова Івано-Франківська область | нормальний трамплін | 63.5         | -3.0           | 39.0         | 35.8         | 35           | Завершила виступ | Завершила виступ | Завершила виступ | Завершила виступ | Завершила виступ | Завершила виступ | Завершила виступ | Завершила виступ | Завершила виступ | Завершила виступ | Завершила виступ | Завершила виступ |
| Жанна Глухова Івано-Франківська область | великий трамплін    |              |                |              |              |              |                  |                  |                  |                  |                  |                  |                  |                  |                  |                  |                  |                  |

##### Змішані
| Спортсмени | Змагання          | Кваліфікація | Кваліфікація   | Кваліфікація | Кваліфікація | Кваліфікація | Фінал     | Фінал          | Фінал       | Фінал     | Фінал     | Фінал     | Фінал          | Фінал       | Фінал     | Фінал     | Фінал | Фінал |
| Спортсмени | Змагання          | Дистанція    | Очки дистанції | Очки суддів  | Загалом      | Місце        | 1 стрибок | 1 стрибок      | 1 стрибок   | 1 стрибок | 1 стрибок | 2 стрибок | 2 стрибок      | 2 стрибок   | 2 стрибок | 2 стрибок | Разом | Місце |
| Спортсмени | Змагання          | Дистанція    | Очки дистанції | Очки суддів  | Загалом      | Місце        | Дистанція | Очки дистанції | Очки суддів | Загалом   | Місце     | Дистанція | Очки дистанції | Очки суддів | Загалом   | Місце     | Разом | Місце |
| --- | ----------------- | ------------ | -------------- | ------------ | ------------ | ------------ | --------- | -------------- | ----------- | --------- | --------- | --------- | -------------- | ----------- | --------- | --------- | ----- | ----- |
| Євген Марусяк Івано-Франківська область Віталій Калініченко Івано-Франківська область Тетяна Пилипчук Тернопільська область Жанна Глухова Івано-Франківська область | Командні змагання |              |                |              |              |              |           |                |             |           |           |           |                |             |           |           |       |       |

## Єдиноборства

### Бокс
Спортсменів — 13

#### Чоловіки
| Спортсмен                           | Вагова категорія | Раунд 1/16                                | Раунд 1/8                               | Чвертьфінал                        | Півфінал                                  | Фінал                                 | Фінал           |
| Спортсмен                           | Вагова категорія | Суперник Результат                        | Суперник Результат                      | Суперник Результат                 | Суперник Результат                        | Суперник Результат                    | Місце           |
| ----------------------------------- | ---------------- | ----------------------------------------- | --------------------------------------- | ---------------------------------- | ----------------------------------------- | ------------------------------------- | --------------- |
| Дмитро Замотаєв Запорізька область  | до 51 кг         | Н/Д                                       | Самет Гумус (TUR) Поразка WP3:1         | Завершив виступ                    | Завершив виступ                           | Завершив виступ                       | Завершив виступ |
| Тарас Бондарчук Київська область    | до 57 кг         | Ален Рахімич (BIH) Перемога WP5:0         | Хав'єр Ібаньєс Діас (BUL) Поразка WP5:0 | Завершив виступ                    | Завершив виступ                           | Завершив виступ                       | Завершив виступ |
| Ярослав Харциз Харківська область   | до 63,5 кг       | Асан Гансен (GER) Поразка WP4:1           | Завершив виступ                         | Завершив виступ                    | Завершив виступ                           | Завершив виступ                       | Завершив виступ |
| Юрій Захарєєв Одеська область       | до 71 кг         | Даміан Дуркач (POL) Перемога WP3:2        | Тугрулхан Ердемір (TUR) Поразка WP3:2   | Завершив виступ                    | Завершив виступ                           | Завершив виступ                       | Завершив виступ |
| Олександр Хижняк Полтавська область | до 80 кг         | Георгій Кушиташвілі (GEO) Перемога RSC R3 | Міхаіл Тсамалідіс (GRE) Перемога WP5:0  | Келін Кассіді (IRL) Перемога WP3:0 | Сальваторе Кавальяро (ITA) Перемога WP5:0 | Габріель Веочич (CRO) Перемога RSC R2 | 1               |
| Аркадій Карцан Хмельницька область  | до 92 кг         | Артем Йорданіан (GEO) Перемога WP5:0      | Азіз Аббес Мухідін (ITA) Поразка WP5:0  | Завершив виступ                    | Завершив виступ                           | Завершив виступ                       | Завершив виступ |
| Дмитро Ловчинський Київська область | понад 92 кг      | Н/Д                                       | Аюб Гадфа (ESP) Поразка 0:WP5           | Завершив виступ                    | Завершив виступ                           | Завершив виступ                       | Завершив виступ |

#### Жінки
| Спортсмен                                       | Вагова категорія | Раунд 1/16                              | Раунд 1/8                               | Чвертьфінал                    | Півфінал           | Фінал              | Фінал            |
| Спортсмен                                       | Вагова категорія | Суперник Результат                      | Суперник Результат                      | Суперник Результат             | Суперник Результат | Суперник Результат | Місце            |
| ----------------------------------------------- | ---------------- | --------------------------------------- | --------------------------------------- | ------------------------------ | ------------------ | ------------------ | ---------------- |
| Тетяна Коб Волинська область                    | до 50 кг         | Матільда Кайво Ожа (FIN) Перемога WP4:1 | Даіна Мурхаус (IRL) Поразка 1:WP4       | Завершила виступ               | Завершила виступ   | Завершила виступ   | Завершила виступ |
| Анастасія Ковальчук Черкаська область           | до 54 кг         | Сейла Орасканін (BIH) Перемога WO       | Станіміра Петрова (BUL) Поразка WP5:0   | Завершила виступ               | Завершила виступ   | Завершила виступ   | Завершила виступ |
| Маріанна Басанець Херсонська область            | до 57 кг         | Айла Вочич (BIH) Перемога RSC R1        | Дженніфер Фернандес (ESP) Поразка WP5:0 | Завершила виступ               | Завершила виступ   | Завершила виступ   | Завершила виступ |
| Ганна Охрей Донецька область                    | до 60 кг         | Тара Богатчук (BIH) Перемога WP5:0      | Наяра Родрігес (ESP) Перемога WP4:1     | Гізем Озер (TUR) Поразка 0:WP5 | Завершила виступ   | Завершила виступ   | Завершила виступ |
| Марія Бова Київ                                 | до 66 кг         | Н/Д                                     | Луна Амаро Біло (NED) Поразка WP4:1     | Завершила виступ               | Завершила виступ   | Завершила виступ   | Завершила виступ |
| Анастасія Черноколенко Дніпропетровська область | до 75 кг         | Н/Д                                     | Елізабета Войчик (POL) Поразка 0:WP5    | Завершила виступ               | Завершила виступ   | Завершила виступ   | Завершила виступ |

### Дзюдо
Спортсменів — 12

#### Чоловіки
| Спортсмен                            | Змагання     | 1/32 | 1/16 | 1/8 | Чвертьфінал | Півфінал | Фінал | Місце |
| ------------------------------------ | ------------ | ---- | ---- | --- | ----------- | -------- | ----- | ----- |
| Євгеній Балєвський Київ              | понад 100 кг |      |      |     |             |          |       |       |
| Артем Бубир Дніпропетровська область | 81 кг        |      |      |     |             |          |       |       |
| Станіслав Гунченко Київ              | 90 кг        |      |      |     |             |          |       |       |
| Владислав Казіміров Київ             | 73 кг        |      |      |     |             |          |       |       |
| Андрій Колесник Київ                 | понад 100 кг |      |      |     |             |          |       |       |
| Богдан Ядов Київ                     | 73 кг        |      |      |     |             |          |       |       |

#### Жінки
| Спортсмен                                     | Змагання    | 1/32 | 1/16 | 1/8 | Чвертьфінал | Півфінал | Фінал | Місце |
| --------------------------------------------- | ----------- | ---- | ---- | --- | ----------- | -------- | ----- | ----- |
| Анастасія Антіпіна Київ                       | 70 кг       |      |      |     |             |          |       |       |
| Дар'я Білодід Київ                            | 57 кг       |      |      |     |             |          |       |       |
| Руслана Булавіна Дніпропетровська область     | понад 78 кг |      |      |     |             |          |       |       |
| Юлія Гребеножко Чернігівська область          | 70 кг       |      |      |     |             |          |       |       |
| Єлизавета Литвиненко Дніпропетровська область | 78 кг       |      |      |     |             |          |       |       |
| Анастасія Чижевська Київська область          | 57 кг       |      |      |     |             |          |       |       |

### Карате
Спортсменів — 7

#### Чоловіки
| Спортсмен                            | Категорія          | Попередній раунд            | Попередній раунд                   | Попередній раунд              | Попередній раунд   | Півфінал                         | Фінал                        | Фінал |
| Суперник Результат                   | Суперник Результат | Суперник Результат          | Місце                              | Суперник Результат            | Суперник Результат | Місце                            |                              |       |
| ------------------------------------ | ------------------ | --------------------------- | ---------------------------------- | ----------------------------- | ------------------ | -------------------------------- | ---------------------------- | ----- |
| Нікіта Філіпов Київ                  | до 60 кг           | Ронен Гентбарг Перемога 0-1 | Данієль Флоріан Гаас Нічия 0-0     | Анджело Чренсо Перемога 2-1   | 1Q                 | Крістоф Стефан Хенос Поразка 1-0 | Завершив виступ              | 3     |
| Андрій Заплітний Чернівецька область | до 75 кг           | Фарід Ачаєв Перемога 1-2    | Тіаго Гонсалес Сантос Перемога 0-2 | Данієль Де Віво Перемога 0-3  | 1Q                 | Квентін Махаден Перемога 4-5     | Данієль Де Віво Перемога 3-3 | 1     |
| Валерій Чоботар Чернівецька область  | до 84 кг           | Міхель Мартіна Перемога 5-3 | Бріан Сімон Тіммерманс Поразка 1-0 | Кчіва Кіпароізде Перемога 1-1 | 3                  | Завершив виступ                  | Завершив виступ              |       |

#### Жінки
| Спортсмен                        | Категорія          | Попередній раунд                  | Попередній раунд              | Попередній раунд                   | Попередній раунд   | Півфінал                       | Фінал                      | Фінал |
| Суперник Результат               | Суперник Результат | Суперник Результат                | Місце                         | Суперник Результат                 | Суперник Результат | Місце                          |                            |       |
| -------------------------------- | ------------------ | --------------------------------- | ----------------------------- | ---------------------------------- | ------------------ | ------------------------------ | -------------------------- | ----- |
| Катерина Крива Львівська область | до 50 кг           | Ірене Конто Поразка 0-3           | Беттіна Планк Поразка 0-4     | Марія Депта Перемога 1-0           | 3                  | Завершила виступ               | Завершила виступ           |       |
| Анжеліка Терлюга Одеська область | до 55 кг           | Туба Якан Перемога 2-4            | Вероніка Бруно Нічия 0-0      | Гізем Далма Бугур Перемога 3-0     | 1Q                 | Дженніфер Варлінг Перемога 2-0 | Івет Горанова Перемога 2-0 | 1     |
| Аніта Серьогіна Одеська область  | до 61 кг           | Анна-Йоханна Нільсон Перемога 1-4 | Інгріда Сухачова Перемога 3-2 | Алесандра Манджакапра Перемога 5-1 | 1Q                 | Гулбахар Гозуток Перемога 2-0  | Рім Хаміс Поразка 2-2      | 2     |
| Галина Мельник Львівська область | до 68 кг           | Ірина Заретьска Поразка 0-5       | Марія Іса Ніето Поразка 4-4   | Аніта Макіян Поразка 0-3           | 4                  | Завершила виступ               | Завершила виступ           |       |

### Кікбоксинг
Спортсменів — 4

#### Чоловіки
| Спортсмен                             | Категорія            | 1/8 фіналу         | Чвертьфінал        | Півфінал | Фінал | Фінал |
| Суперник Результат                    | Суперник Результат   | Суперник Результат | Суперник Результат | Місце    |       |       |
| ------------------------------------- | -------------------- | ------------------ | ------------------ | -------- | ----- | ----- |
| Тимур Бриков Дніпропетровська область | Фул-контакт 75 кг    |                    |                    |          |       |       |
| Павло Замятін Київ                    | Лайт – контакт 79 кг |                    |                    |          |       |       |
| Артем Мельник Житомирська область     | Фул – контакт 86 кг  |                    |                    |          |       |       |

#### Жінки
| Спортсмен                      | Категорія          | 1/8 фіналу         | Чвертьфінал        | Півфінал | Фінал | Фінал |
| Суперник Результат             | Суперник Результат | Суперник Результат | Суперник Результат | Місце    |       |       |
| ------------------------------ | ------------------ | ------------------ | ------------------ | -------- | ----- | ----- |
| Марія Бєлкіна Київська область | Фул-контакт 52 кг  |                    |                    |          |       |       |

### Тайський бокс (муай тай)
Спортсменів — 6

#### Чоловіки
| Спортсмен                                   | Змагання | Чвертьфінал                         | Півфінал                             | Фінал                             | Фінал |
| Спортсмен                                   | Змагання | Суперник Результат                  | Суперник Результат                   | Суперник Результат                | Місце |
| ------------------------------------------- | -------- | ----------------------------------- | ------------------------------------ | --------------------------------- | ----- |
| Владислав Микитась Київ                     | 60 кг    | Ман Хунг Нгуєн Перемога WP30-27     | Серкан Коч Поразка WP29-28           | Завершив виступ                   | 3     |
| Ігор Любченко Одеська область               | 67 кг    | Дімос Асімакопулос Перемога RSCS R3 | Свен Лінус Биландер Перемога WP30-27 | Оскар Зігерт Перемога WP29-28     | 1     |
| Олександр Єфіменко Дніпропетровська область | 71 кг    | Алейн Яноне Перемога WP30-27        | Месія Кубіла Перемога WP29-28        | Гонсало Да Кошта Перемога WP30-27 | 1     |
| Єгор Скуріхін Харківська область            | 81 кг    | Рафаль Радош Перемога WP30-27       | Ондрей Маліна Перемога WP30-27       | Артем Лівадарі Поразка WP30-27    | 2     |
| Олег Приймачов Полтавська область           | 91 кг    | Тоні Катіповіч Перемога WP30-26     | Кіріакос Бакіртіз Перемога WP29-28   | Енріко Пелегріно Перемога WP30-27 | 1     |

#### Жінки
| Спортсмен                 | Змагання | Чвертьфінал                     | Півфінал                         | Фінал              | Фінал |
| Спортсмен                 | Змагання | Суперник Результат              | Суперник Результат               | Суперник Результат | Місце |
| ------------------------- | -------- | ------------------------------- | -------------------------------- | ------------------ | ----- |
| Анастасія Михайленко Київ | 51 кг    | Джесіка Мелоні Перемога WP30-27 | Роксана Даргієль Поразка WP29-28 | Завершила виступ   | 3     |

### Тхеквондо
Спортсменів — 8

#### Чоловіки
| Спортсмен                           | Категорія          | 1/8 фіналу                    | Чвертьфінал                   | Півфінал/Втішний поєдинок | Фінал/3-тє місце | Фінал/3-тє місце |
| Суперник Результат                  | Суперник Результат | Суперник Результат            | Суперник Результат            | Місце                     |                  |                  |
| ----------------------------------- | ------------------ | ----------------------------- | ----------------------------- | ------------------------- | ---------------- | ---------------- |
| Володимир Бистров Київ              | до 63 кг           | Тобіас Йоргенсен Перемога 2-0 | Джоан Хоркер Поразка 2-1      | Завершив виступ           | Завершив виступ  |                  |
| Андрій Чумаченко Харківська область | до 68 кг           | Бредлі Сінден Поразка 2-0     | Завершив виступ               | Завершив виступ           | Завершив виступ  |                  |
| Костянтин Костеневич Київ           | до 80 кг           | Джуліо Олівейра Перемога 2-0  | Шимон П'ятковські Поразка 1-2 | Завершив виступ           | Завершив виступ  |                  |
| Владислав Бондар Київ               | до 87 кг           | Келен Байлей Поразка 1-2      | Завершив виступ               | Завершив виступ           | Завершив виступ  |                  |
| Андрій Гарбар Донецька область      | понад 87 кг        | Омар Ель Язіді Перемога 2-0   | Дежан Георгіевскі Поразка 2-1 | Матті Молін Перемога 2-0  | Паско Божич      |                  |

#### Жінки
| Спортсмен                      | Категорія          | 1/8 фіналу                       | Чвертьфінал                | Півфінал         | Фінал            | Фінал |
| Суперник Результат             | Суперник Результат | Суперник Результат               | Суперник Результат         | Місце            |                  |       |
| ------------------------------ | ------------------ | -------------------------------- | -------------------------- | ---------------- | ---------------- | ----- |
| Вікторія Нагурна Київ          | до 46 кг           | Дал'я Ренані Перемога 1-0        | Киріаки Кутукі Поразка 1-2 | Завершила виступ | Завершила виступ |       |
| Рената Подолян Одеська область | понад 73 кг        | Александра Ковальчук Поразка 0-2 | Завершила виступ           | Завершила виступ | Завершила виступ |       |
| Ірина Пипоть Київ              | до 73 кг           | Марцеліна Кошел Поразка 0-2      | Завершила виступ           | Завершила виступ | Завершила виступ |       |

### Фехтування
Спортсменів — 24

#### Чоловіки
| Спортсмен                                                                                           | Дисципліна           | Раунд 1/64                            | Раунд 1/32                         | Раунд 1/16                      | Чвертьфінал                    | Півфінал                   | Фінал            | Місце           |
| Спортсмен                                                                                           | Дисципліна           | Суперник Рахунок                      | Суперник Рахунок                   | Суперник Рахунок                | Суперник Рахунок               | Суперник Рахунок           | Суперник Рахунок | Місце           |
| --------------------------------------------------------------------------------------------------- | -------------------- | ------------------------------------- | ---------------------------------- | ------------------------------- | ------------------------------ | -------------------------- | ---------------- | --------------- |
| Ігор Рейзлін Київ                                                                                   | Індивідуальна шпага  | Александр Біро Перемога 5-15          | Самюель Унтергаусер Перемога 15-11 | Альваро Ібанез Поразка 15-13    | Завершив виступ                | Завершив виступ            | Завершив виступ  | Завершив виступ |
| Євген Макієнко Київ                                                                                 | Індивідуальна шпага  | Георгій Джавакішвілі Перемога 15-12   | Джуан Педро Ромеро Поразка 8-9     | Завершив виступ                 | Завершив виступ                | Завершив виступ            | Завершив виступ  | Завершив виступ |
| Ян Сич Київ                                                                                         | Індивідуальна шпага  | Нейсер Лойла Поразка 15-11            | Завершив виступ                    | Завершив виступ                 | Завершив виступ                | Завершив виступ            | Завершив виступ  | Завершив виступ |
| Володимир Станкевич Київ                                                                            | Індивідуальна шпага  | Август Йенсен Перемога 8-15           | Йозеф Манрінгер Перемога 3-15      | Якко Пааволайлен Перемога 12-15 | Макс Род Перемога 15-8         | Мігель Фразо Поразка 15-14 | Завершив виступ  | 3               |
| Василь Гумен Закарпатська область                                                                   | Індивідуальна шабля  | Н/Д                                   | Іван Мандов Перемога 15-9          | Андрій Ягодка Поразка 15-13     | Завершив виступ                | Завершив виступ            | Завершив виступ  | Завершив виступ |
| Олексій Стаценко Київ                                                                               | Індивідуальна шабля  | Н/Д                                   | Андрас Сатмарі Поразка 10-15       | Завершив виступ                 | Завершив виступ                | Завершив виступ            | Завершив виступ  | Завершив виступ |
| Юрій Цап Київ                                                                                       | Індивідуальна шабля  | Ядрин Дік Перемога 15-7               | Георг Драгомір Поразка 13-15       | Завершив виступ                 | Завершив виступ                | Завершив виступ            | Завершив виступ  | Завершив виступ |
| Андрій Ягодка Одеська область                                                                       | Індивідуальна шабля  | Васіліос Предаріс Перемога 15-8       | Лука Куратолі Перемога 15-8        | Василь Гумен Перемога 15-13     | Сандро Базадзе Поразка 11-15   | Завершив виступ            | Завершив виступ  | Завершив виступ |
| Даниїл Гойда Львівська область                                                                      | Індивідуальна рапіра | Ян Джурківіч Поразка 12-15            | Завершив виступ                    | Завершив виступ                 | Завершив виступ                | Завершив виступ            | Завершив виступ  | Завершив виступ |
| Ростислав Герцик Львівська область                                                                  | Індивідуальна рапіра | Крістофер Нільсен Хорн Перемога 15-13 | Андрій Погребняк Поразка 6-15      | Завершив виступ                 | Завершив виступ                | Завершив виступ            | Завершив виступ  | Завершив виступ |
| Андрій Погребняк Київ                                                                               | Індивідуальна рапіра | Лука Гаганідзе Перемога 15-7          | Ростислав Герцик Перемога 6-15     | Давід Філіпі Перемога 15-14     | Йонас Вінтерберг Поразка 12-15 | Завершив виступ            | Завершив виступ  | Завершив виступ |
| Клод Юнес Львівська область                                                                         | Індивідуальна рапіра | Йоханнес Пошарніг Перемога 15-8       | Джеймс Ендрю Девіс Перемога 10-15  | Морітз Лехнер Перемога 9-15     | Лауренс Рігер Поразка 13-15    | Завершив виступ            | Завершив виступ  | Завершив виступ |
| Андрій Ягодка Одеська область Олексій Стаценко Київ Юрій Цап Київ Василь Гумен Закарпатська область | Командна шабля       | Н/Д                                   | Н/Д                                | Болгарія Перемога 45-39         | Франція Поразка 34-45          | Завершили виступ           | Завершили виступ |                 |

#### Жінки
| Спортсмен                                                                                    | Дисципліна           | Раунд 1/64                         | Раунд 1/32                       | Раунд 1/16                  | Чвертьфінал                     | Півфінал                       | Фінал                                       | Місце            |  |
| Спортсмен                                                                                    | Дисципліна           | Суперник Рахунок                   | Суперник Рахунок                 | Суперник Рахунок            | Суперник Рахунок                | Суперник Рахунок               | Суперник Рахунок                            | Місце            |  |
| -------------------------------------------------------------------------------------------- | -------------------- | ---------------------------------- | -------------------------------- | --------------------------- | ------------------------------- | ------------------------------ | ------------------------------------------- | ---------------- |  |
| Джоан-Фейбі Бежура Київ                                                                      | Індивідуальна шпага  | Катеріна Салігерова Перемога 15-12 | Софія Просіна Перемога 15-4      | Еріка Кірпу Перемога 15-10  | Емма Франсон Перемога 15-11     | Александра Елер Перемога 12-15 | Мартина Святовска-Венгларчик Перемога 15-12 | 1                |  |
| Інна Бровко Київ                                                                             | Індивідуальна шпага  | Сьюзан Марія Сіка Поразка 12-15    | Завершила виступ                 | Завершила виступ            | Завершила виступ                | Завершила виступ               | Завершила виступ                            | Завершила виступ |  |
| Дар'я Варфоломеєва Київ                                                                      | Індивідуальна шпага  | Н/Д                                | Алейна Ертурк Поразка 15-11      | Завершила виступ            | Завершила виступ                | Завершила виступ               | Завершила виступ                            | Завершила виступ |  |
| Влада Харькова Київ                                                                          | Індивідуальна шпага  | Рікарда Мултерер Поразка 8-7       | Завершила виступ                 | Завершила виступ            | Завершила виступ                | Завершила виступ               | Завершила виступ                            | Завершила виступ |  |
| Юлія Бакастова Київ                                                                          | Індивідуальна шабля  | Челія Куенка Перес Перемога 15-8   | Емма Нейкова Поразка 15-12       | Завершила виступ            | Завершила виступ                | Завершила виступ               | Завершила виступ                            | Завершила виступ |  |
| Аліна Комащук Одеська область                                                                | Індивідуальна шабля  | Н/Д                                | Чіара Морміле Поразка 12-15      | Завершила виступ            | Завершила виступ                | Завершила виступ               | Завершила виступ                            | Завершила виступ |  |
| Олена Кравацька Одеська область                                                              | Індивідуальна шабля  | Н/Д                                | Йоана Ілієва Поразка 15-6        | Завершила виступ            | Завершила виступ                | Завершила виступ               | Завершила виступ                            | Завершила виступ |  |
| Ольга Харлан Київ                                                                            | Індивідуальна шабля  | Н/Д                                | Нісанір Ербіл Перемога 10-15     | Йоана Ілієва Перемога 13-15 | Роселла Грегоріо Перемога 13-15 | Елозія Пасаро Перемога 12-15   | Ілінка Пантіс Перемога 15-3                 | 1                |  |
| Дарія Миронюк Київ                                                                           | Індивідуальна рапіра | Лілі Марія Бругер Поразка 10-7     | Завершила виступ                 | Завершила виступ            | Завершила виступ                | Завершила виступ               | Завершила виступ                            | Завершила виступ |  |
| Крістіна Петрова Київ                                                                        | Індивідуальна рапіра | Н/Д                                | Ставрула Гаріфалу Перемога 15-12 | Марія Маріно Перемога 15-14 | Гілі Курітскі Поразка 14-15     | Завершила виступ               | Завершила виступ                            | Завершила виступ |  |
| Аліна Полозюк Миколаївська область                                                           | Індивідуальна рапіра | Н/Д                                | Емілія Корбу Перемога 15-9       | Ольга Сопіт Поразка 7-15    | Завершила виступ                | Завершила виступ               | Завершила виступ                            | Завершила виступ |  |
| Ольга Сопіт Київ                                                                             | Індивідуальна рапіра | Н/Д                                | Андріа Дінка Перемога 15-1       | Аліна Полозюк Поразка 15-12 | Маліна Калугаряну Поразка 15-12 | Завершила виступ               | Завершила виступ                            | Завершила виступ |  |
| Ольга Сопіт Київ Аліна Полозюк Миколаївська область Крістіна Петрова Київ Дарія Миронюк Київ | Командна рапіра      | Н/Д                                | Н/Д                              | Румунія Перемога 34-35      | Італія Поразка 45-26            | Завершили виступ               | Завершили виступ                            | Завершили виступ |  |

## Пересувні види спорту

### Велосипедний спорт

#### Маунтенбайк
Спортсменів — 6

##### Чоловіки
| Спортсмен                            | Змагання     | Час     | Місце |
| ------------------------------------ | ------------ | ------- | ----- |
| Сергій Рисенко Київ                  | Кросс-кантрі | 1LAP    | 1LAP  |
| Олександр Коняєв Харківська область  | Кросс-кантрі | 2LAP    | 2LAP  |
| Дмитро Тітаренко Хмельницька область | Кросс-кантрі | 1:28:44 | 51    |

##### Жінки
| Спортсмен                        | Змагання     | Час     | Місце |
| -------------------------------- | ------------ | ------- | ----- |
| Яна Беломоіна Волинська область  | Кросс-кантрі | 1:24:50 | 24    |
| Ірина Попова Хмельницька область | Кросс-кантрі | 1LAP    | 1LAP  |
| Ірина Слободян Черкаська область | Кросс-кантрі | 1LAP    | 1LAP  |

#### Велокрос (BMX)
Спортсменів — 1

##### Чоловіки
| Спортсмен           | Змагання | Попередній раунд | Попередній раунд | Попередній раунд | Попередній раунд | Фінал           | Фінал           | Фінал           |
| Спортсмен           | Змагання | Заїзд 1          | Заїзд 2          | Середнє          | Місце            | Заїзд 1         | Заїзд 2         | Місце           |
| ------------------- | -------- | ---------------- | ---------------- | ---------------- | ---------------- | --------------- | --------------- | --------------- |
| Юрій Іллющенко Київ | Фрістайл | 60.33            | 83.16            | 71.75            | 13               | Завершив виступ | Завершив виступ | Завершив виступ |

## Стрілецькі види спорту

### Стрільба кульова
Спортсменів — 15

#### Чоловіки
| Спортсмен                                                                                        | Дисципліна       | Кваліфікація | Кваліфікація | Фінал            | Фінал |
| Очки                                                                                             | Місце            | Очки         | Місце        |                  |       |
| ------------------------------------------------------------------------------------------------ | ---------------- | ------------ | ------------ | ---------------- | ----- |
| Віктор Банькін Київ                                                                              | Пістолет 10 м    | 575          | 16           | Завершив виступ  |       |
| Максим Городинець Полтавська область                                                             | Пістолет         |              |              |                  |       |
| Святослав Гудзий Львівська область                                                               | Гвинтівка        |              |              |                  |       |
| Павло Коростильов Львівська область                                                              | Пістолет 10 м    | 575          | 18           | Завершив виступ  |       |
| Сергій Куліш Черкаська область                                                                   | Гвинтівка 10 м   | 628.5        | 10           | Завершив виступ  |       |
| Сергій Куліш Черкаська область                                                                   | Гвинтівка 50м 3п | 588          | 11           | Завершив виступ  |       |
| Денис Кушніров Дніпропетровська область                                                          | Пістолет         |              |              |                  |       |
| Олег Омельчук Рівненська область                                                                 | Пістолет         |              |              |                  |       |
| Олег Царьков Вінницька область                                                                   | Гвинтівка 10 м   | 627.7        | 19           | Завершив виступ  |       |
| Олег Царьков Вінницька область                                                                   | Гвинтівка 50м 3п | 580          | 31           | Завершив виступ  |       |
| Павло Коростильов Львівська область Олег Омельчук Рівненська область Віктор Банькін Київ         | Пістолет 10 м    | 569          | 7            | Завершили виступ |       |
| Сергій Куліш Черкаська область Олег Царьков Вінницька область Святослав Гудзий Львівська область | Гвинтівка 10 м   | 627.3        | 4Q           | 2                | 4     |

#### Жінки
| Спортсменка                                                                                                | Дисципліна       | Кваліфікація | Кваліфікація | Фінал            | Фінал |
| Очки | Місце            | Очки         | Місце        |                  |       |
| --- | ---------------- | ------------ | ------------ | ---------------- | ----- |
| Олена Костевич Чернігівська область                                                                        | Пістолет 10м     | 577          | 4 Q          | 252.0            | 3     |
| Олена Костевич Чернігівська область                                                                        | Пістолет 25 м    | 582          | 4 Q          | 9                | 6     |
| Наталія Кальниш Київ                                                                                       | Гвинтівка 50м 3п | 578          | 24           | Завершила виступ |       |
| Поліна Колеснікова Дніпропетровська область                                                                | Пістолет 10м     | 572          | 14           | Завершила виступ |       |
| Юлія Коростильова Львівська область                                                                        | Пістолет         |              |              |                  |       |
| Анастасія Німець Львівська область                                                                         | Пістолет 25 м    | 579          | 12           | Завершила виступ |       |
| Вікторія Сухорукова Донецька область                                                                       | Гвинтівка 10м    | 626.8        | 18           | Завершила виступ |       |
| Дар'я Тихова Херсонська область                                                                            | Гвинтівка 50м 3п | 588          | 7 Q          | 406.3            | 4     |
| Дар'я Тихова Херсонська область Вікторія Сухорукова Донецька область Наталія Кальниш Київ                  | Гвинтівка 10м    | 929.7        | 12           | Завершили виступ |       |
| Олена Костевич Чернігівська область Анастасія Німець Львівська область Юлія Коростильова Львівська область | Пістолет 25 м    | 439          | 1Q           | 16               | 1     |

#### Змішані змагання
| Спортсменка                                                             | Дисципліна              | Кваліфікація | Кваліфікація | Фінал      | Фінал |
| Очки                                                                    | Місце                   | Очки         | Місце        |            |       |
| ----------------------------------------------------------------------- | ----------------------- | ------------ | ------------ | ---------- | ----- |
| Олег Царьков Вінницька область Дар'я Тихова Херсонська область          | Гвинтівка 10м           | 625.7        | 16           | Не пройшли |       |
| Сергій Куліш Черкаська область Вікторія Сухорукова Донецька область     | Гвинтівка 10м           | 623.9        | 24           | Не пройшли |       |
| Павло Коростильов Львівська область Олена Костевич Чернігівська область | Пістолет 10м            | 575          | 7            | Не пройшли |       |
| Поліна Колеснікова Дніпропетровська область Віктор Банькін Київ         | Пістолет 10м            | 570          | 19           | Не пройшли |       |
| Павло Коростильов Львівська область Юлія Коростильова Львівська область | Швидкісний Пістолет 25м | 377          | 1Q           | 16         | 1     |
| Наталія Кальниш Київ Олег Царьков Вінницька область                     | Гвинтівка 50м 3п        | 871          | 12           | Не пройшли |       |
| Сергій Куліш Черкаська область Дар'я Тихова Херсонська область          | Гвинтівка 50м 3п        | 867          | 20           | Не пройшли |       |

### Стрільба стендова
Спортсменів — 4

#### Чоловіки
| Спортсменка                    | Дисципліна    | Кваліфікація | Кваліфікація | Фінал           | Фінал           |
| Очки                           | Місце         | Очки         | Місце        |                 |                 |
| ------------------------------ | ------------- | ------------ | ------------ | --------------- | --------------- |
| Микола Мільчев Одеська область | круглий стенд | 122          | 7            | Завершив виступ | Завершив виступ |

#### Жінки
| Спортсмен                         | Дисципліна       | Кваліфікація | Кваліфікація | Фінал            | Фінал |
| Очки                              | Місце            | Очки         | Місце        |                  |       |
| --------------------------------- | ---------------- | ------------ | ------------ | ---------------- | ----- |
| Ірина Маловічко Одеська область   | круглий стенд    | 118          | 11           | Завершила виступ |       |
| Олена Охотська Львівська область  | траншейний стенд |              |              |                  |       |
| Вікторія Науменко Одеська область | круглий стенд    | 116          | 13           | Завершила виступ |       |

#### Змішані змагання
| Спортсмен                                                      | Дисципліна    | Кваліфікація | Кваліфікація | Фінал | Фінал |
| Очки                                                           | Місце         | Очки         | Місце        |       |       |
| -------------------------------------------------------------- | ------------- | ------------ | ------------ | ----- | ----- |
| Ірина Маловічко Одеська область Микола Мільчев Одеська область | круглий стенд | 147          | 4 Q          | 4     | 4     |

### Стрільба з лука
Спортсменів — 5

#### Чоловіки
| Спортсмен                                                                                         | Дисципліна                                | Попередній раунд   | Попередній раунд   | Раунд 1/32                     | Раунд 1/16                 | Раунд 1/8          | Чверть- фінали      | Півфінали        | Фінал            | Фінал |
| Результат                                                                                         | Місце                                     | Суперник Результат | Суперник Результат | Суперник Результат             | Суперник Результат         | Суперник Результат | Суперник Результат  | Місце            |                  |       |
| ------------------------------------------------------------------------------------------------- | ----------------------------------------- | ------------------ | ------------------ | ------------------------------ | -------------------------- | ------------------ | ------------------- | ---------------- | ---------------- | ----- |
| Олексій Гунбін Сумська область                                                                    | Індивідуальна першість (олімпійський лук) | 664                | 18                 | Оскар Ронан Перемога 7-3       | Мауро Несполі Поразка 6-2  | Завершив виступ    | Завершив виступ     | Завершив виступ  | Завершив виступ  |       |
| Іван Кожокарь Чернівецька область                                                                 | Індивідуальна першість (олімпійський лук) | 676                | 9                  | Н/Д                            | Мірослав Дучон Поразка 0-6 | Завершив виступ    | Завершив виступ     | Завершив виступ  | Завершив виступ  |       |
| Артем Овчинніков Сумська область                                                                  | Індивідуальна першість (олімпійський лук) | 657                | 25                 | Славомір Напложек Перемога 6-4 | Мігель Гарсія Поразка 6-4  | Завершив виступ    | Завершив виступ     | Завершив виступ  | Завершив виступ  |       |
| Олексій Гунбін Сумська область Іван Кожокарь Чернівецька область Артем Овчинніков Сумська область | Командна першість                         | 1997               | 6                  | Н/Д                            | Н/Д                        | Н/Д                | Іспанія Поразка 5-1 | Завершили виступ | Завершили виступ |       |

#### Жінки
| Спортсмен                             | Дисципліна                                | Попередній раунд   | Попередній раунд   | Раунд 1/32                  | Раунд 1/16                  | Раунд 1/8                   | Чверть- фінали          | Півфінали                 | Фінал                       | Фінал |
| Результат                             | Місце                                     | Суперник Результат | Суперник Результат | Суперник Результат          | Суперник Результат          | Суперник Результат          | Суперник Результат      | Місце                     |                             |       |
| ------------------------------------- | ----------------------------------------- | ------------------ | ------------------ | --------------------------- | --------------------------- | --------------------------- | ----------------------- | ------------------------- | --------------------------- | ----- |
| Анастасія Павлова Херсонська область  | Індивідуальна першість (олімпійський лук) | 681 GR NR          | 1                  | Н/Д                         | Гульназ Коскун Перемога 6-5 | Брайоні Пітман Перемога 6-5 | Ранді Денг Перемога 7-3 | Еліа Гонсалес Поразка 6-5 | Чіара Ребальяті Поразка 6-4 | 4     |
| Ольга Хомутовська Житомирська область | Індивідуальна першість (блочний лук)      | 684                | 12                 | Хазал Бурун Поразка 147-143 | Завершила виступ            | Завершила виступ            | Завершила виступ        | Завершила виступ          | Завершила виступ            |       |

#### Змішані
| Спортсмен                                                              | Дисципліна         | Раунд 1/16         | Раунд 1/8                                    | Чверть- фінали                            | Півфінали                                | Фінал                                    | Фінал |
| Суперник Результат                                                     | Суперник Результат | Суперник Результат | Суперник Результат                           | Суперник Результат                        | Місце                                    |                                          |       |
| ---------------------------------------------------------------------- | ------------------ | ------------------ | -------------------------------------------- | ----------------------------------------- | ---------------------------------------- | ---------------------------------------- | ----- |
| Іван Кожокарь Чернівецька область Анастасія Павлова Херсонська область | Командна першість  | Н/Д                | Маріо Тімпу/ Мадаліна Амайстроє Перемога 5-4 | Кароліне Лопез/ Баптіс Аддіс Перемога 5-3 | Дан Олару/ Александра Мірка Перемога 5-4 | Еліа Гонсалес/ Мігель Гарсія Поразка 1-5 | 2     |

## Комбіновані види спорту

### Сучасне п'ятиборство
Спортсменів — 8

#### Чоловіки
| Спортсмен                        | Дисципліна        | Фехтування (шпага, один дотик) | Фехтування (шпага, один дотик) | Плавання (200 м вільним стилем) | Плавання (200 м вільним стилем) | Верхова їзда (конкур) | Верхова їзда (конкур) | Комбіновано: стрільба/біг (10 м, пневматичний пістолет)/(3200 м) | Комбіновано: стрільба/біг (10 м, пневматичний пістолет)/(3200 м) | Всього очок | Фінальне місце |
| Спортсмен                        | Дисципліна        | Результат                      | Очки                           | Час                             | Очки                            | Час (штрафні очки)    | Очки                  | Час                                                              | Очки                                                             | Всього очок | Фінальне місце |
| -------------------------------- | ----------------- | ------------------------------ | ------------------------------ | ------------------------------- | ------------------------------- | --------------------- | --------------------- | ---------------------------------------------------------------- | ---------------------------------------------------------------- | ----------- | -------------- |
| Павло Тимощенко Київ             | Особисті змагання |                                |                                |                                 |                                 |                       |                       |                                                                  |                                                                  |             |                |
| Максим Агарушев Київ             | Особисті змагання |                                |                                |                                 |                                 |                       |                       |                                                                  |                                                                  |             |                |
| Юрій Ковальчук Львівська область | Особисті змагання |                                |                                |                                 |                                 |                       |                       |                                                                  |                                                                  |             |                |
| Олександр Товкай Київ            | Особисті змагання |                                |                                |                                 |                                 |                       |                       |                                                                  |                                                                  |             |                |

#### Жінки
| Спортсмен                      | Дисципліна        | Фехтування (шпага, один дотик) | Фехтування (шпага, один дотик) | Плавання (200 м вільним стилем) | Плавання (200 м вільним стилем) | Верхова їзда (конкур) | Верхова їзда (конкур) | Комбіновано: стрільба/біг (10 м, пневматичний пістолет)/(3200 м) | Комбіновано: стрільба/біг (10 м, пневматичний пістолет)/(3200 м) | Всього очок | Фінальне місце |
| Спортсмен                      | Дисципліна        | Результат                      | Очки                           | Час                             | Очки                            | Час (штрафні очки)    | Очки                  | Час                                                              | Очки                                                             | Всього очок | Фінальне місце |
| ------------------------------ | ----------------- | ------------------------------ | ------------------------------ | ------------------------------- | ------------------------------- | --------------------- | --------------------- | ---------------------------------------------------------------- | ---------------------------------------------------------------- | ----------- | -------------- |
| Ольга Клуннікова Київ          | Особисті змагання |                                |                                |                                 |                                 |                       |                       |                                                                  |                                                                  |             |                |
| Ірина Хохлова Донецька область | Особисті змагання |                                |                                |                                 |                                 |                       |                       |                                                                  |                                                                  |             |                |
| Валерія Пермикіна Київ         | Особисті змагання |                                |                                |                                 |                                 |                       |                       |                                                                  |                                                                  |             |                |
| Анастасія Чижова Київ          | Особисті змагання |                                |                                |                                 |                                 |                       |                       |                                                                  |                                                                  |             |                |

### Тріатлон
Спортсменів — 4

#### Чоловіки
| Спортсмен             | Дисципліна        | Плавання, 1,5 км | Перехід 1 | Велосипед, 40 км | Перехід 2 | Біг, 10 км | Загальний час | Місце |
| --------------------- | ----------------- | ---------------- | --------- | ---------------- | --------- | ---------- | ------------- | ----- |
| Віталій Воронцов Київ | Особисті змагання | 19:34            | 20:25     | 1:17:31          | 1:17:57   | 1:50:26    | 1:50:26       | 33    |

#### Жінки
| Спортсмен                          | Дисципліна        | Плавання, 1,5 км | Перехід 1 | Велосипед, 40 км | Перехід 2 | Біг, 10 км | Загальний час | Місце |
| ---------------------------------- | ----------------- | ---------------- | --------- | ---------------- | --------- | ---------- | ------------- | ----- |
| Марина Кирик Київ                  | Особисті змагання | 20:24            | 21:23     | 1:26:17          | 1:26:48   | 2:06:09    | 2:06:09       | 39    |
| Ксенія Левковська Донецька область | Особисті змагання | LAP              | LAP       | LAP              | LAP       | LAP        | LAP           | LAP   |
| Софія Прийма Львівська область     | Особисті змагання | 21:36            | 22:35     | 1:26:09          | 1:26:38   | 2:04:45    | 2:04:45       | 35    |

## Ігрові види спорту

### Ракеткові види спорту

#### Бадмінтон
Спортсменів — 6

##### Чоловіки
| Спортсмени                                                             | Змагання         | Груповий етап                            | Груповий етап                          | Груповий етап                              | Раунд 1/8        | Чвертьфінал      | Півфінал         | Фінал            | Фінал |
| Спортсмени                                                             | Змагання         | 1 матч                                   | 2 матч                                 | 3 матч                                     | Раунд 1/8        | Чвертьфінал      | Півфінал         | Фінал            | Фінал |
| Спортсмени                                                             | Змагання         | Суперник Рахунок                         | Суперник Рахунок                       | Суперник Рахунок                           | Суперник Рахунок | Суперник Рахунок | Суперник Рахунок | Суперник Рахунок | Місце |
| ---------------------------------------------------------------------- | ---------------- | ---------------------------------------- | -------------------------------------- | ------------------------------------------ | ---------------- | ---------------- | ---------------- | ---------------- | ----- |
| Данило Боснюк Дніпропетровська область                                 | Одиночний розряд | Луіс Енріке Пеналвер Поразка 2-0         | Дімітар Янакіев Поразка 1-2            | Еді Рескі Двічао Поразка 0-2               |                  |                  |                  |                  |       |
| Гліб Бакетов Харківська область Михайло Махновський Харківська область | Пари             | Марк Лансфус/ Марвін Зейдель Поразка 2-0 | Іван Русев/ Ілл'ян Стойнов Поразка 0-2 | Джоель Хансон/ Мелкер З-Бексел Поразка 0-2 |                  |                  |                  |                  |       |

##### Жінки
| Спортсмени                                                             | Змагання         | Груповий етап                             | Груповий етап                             | Груповий етап                            | Раунд 1/8        | Чвертьфінал      | Півфінал         | Фінал            | Фінал |
| Спортсмени                                                             | Змагання         | 1 матч                                    | 2 матч                                    | 3 матч                                   | Раунд 1/8        | Чвертьфінал      | Півфінал         | Фінал            | Фінал |
| Спортсмени                                                             | Змагання         | Суперник Рахунок                          | Суперник Рахунок                          | Суперник Рахунок                         | Суперник Рахунок | Суперник Рахунок | Суперник Рахунок | Суперник Рахунок | Місце |
| ---------------------------------------------------------------------- | ---------------- | ----------------------------------------- | ----------------------------------------- | ---------------------------------------- | ---------------- | ---------------- | ---------------- | ---------------- | ----- |
| Поліна Бугрова Харківська область                                      | Одиночний розряд | Ліне К'єрсфельдт Поразка 2-1              | Едіт Урел Перемога 0-0                    | Хрістоміра Поповска Перемога 2-0         |                  |                  |                  |                  |       |
| Марія Столяренко Харківська область Єлизавета Жарка Харківська область | Пари             | Мартіна Корсіні/ Джудіт Мейр Перемога 2-0 | Майкен Фрюрград/ Сара Тігесен Поразка 2-0 | Джулі Макферсон/ Сіра Торанс Поразка 0-2 |                  |                  |                  |                  |       |

#### Настільний теніс
Спортсменів — 7

##### Чоловіки
| Спортсмен             | Дисципліна       | Попередній раунд            | Раунд 1                 | Раунд 2            | Раунд 3            | Раунд 4            | Чвертьфінали       | Півфінали          | Фінал              | Фінал           |
| Спортсмен             | Дисципліна       | Суперник Результат          | Суперник Результат      | Суперник Результат | Суперник Результат | Суперник Результат | Суперник Результат | Суперник Результат | Суперник Результат | Місце           |
| --------------------- | ---------------- | --------------------------- | ----------------------- | ------------------ | ------------------ | ------------------ | ------------------ | ------------------ | ------------------ | --------------- |
| Ярослав Жмуденко Київ | Одиночний розряд | Томас Полански Перемога 4-3 | Андерс Лінд Поразка 4-2 | Завершив виступ    | Завершив виступ    | Завершив виступ    | Завершив виступ    | Завершив виступ    | Завершив виступ    | Завершив виступ |
| Євген Прищепа Київ    | Одиночний розряд | Паул Дрінхол Поразка 3-4    | Завершив виступ         | Завершив виступ    | Завершив виступ    | Завершив виступ    | Завершив виступ    | Завершив виступ    | Завершив виступ    | Завершив виступ |

##### Жінки
| Спортсмен                                                                       | Дисципліна       | Попередній раунд           | Раунд 1                       | Раунд 2                  | Раунд 3            | Раунд 4                 | Чвертьфінали       | Півфінали          | Фінал              | Фінал            |
| Спортсмен                                                                       | Дисципліна       | Суперник Результат         | Суперник Результат            | Суперник Результат       | Суперник Результат | Суперник Результат      | Суперник Результат | Суперник Результат | Суперник Результат | Місце            |
| ------------------------------------------------------------------------------- | ---------------- | -------------------------- | ----------------------------- | ------------------------ | ------------------ | ----------------------- | ------------------ | ------------------ | ------------------ | ---------------- |
| Ганна Гапонова Харківська область                                               | Одиночний розряд |                            |                               |                          |                    |                         |                    |                    |                    |                  |
| Маргарита Песоцька Київ                                                         | Одиночний розряд | Н/Д                        | Дора Мадараш Поразка 2-4      | Завершила виступ         | Завершила виступ   | Завершила виступ        | Завершила виступ   | Завершила виступ   | Завершила виступ   | Завершила виступ |
| Соломія Братейко Київ                                                           | Одиночний розряд | Шарлота Карей Перемога 4-0 | Тетяна Кукулкова Перемога 4-1 | Юань Цзя Нан Поразка 3-4 | Завершила виступ   | Завершила виступ        | Завершила виступ   | Завершила виступ   | Завершила виступ   | Завершила виступ |
| Маргарита Песоцька Київ Соломія Братейко Київ                                   | Пари             |                            |                               |                          |                    |                         |                    |                    |                    |                  |
| Ганна Гапонова Харківська область Анастасія Димитренко Київ                     | Пари             |                            |                               |                          |                    |                         |                    |                    |                    |                  |
| Ганна Гапонова Харківська область Соломія Братейко Київ Маргарита Песоцька Київ | Команда          | Н/Д                        | Н/Д                           | Н/Д                      | Н/Д                | Люксембург Перемога 3-2 | Португалія         |                    |                    |                  |

##### Змішані змагання
| Спортсмен                                | Дисципліна | Раунд 1                            | Раунд 2            | Раунд 3            | Раунд 4            | Чвертьфінали       | Півфінали          | Фінал              | Фінал            |
| Спортсмен                                | Дисципліна | Суперник Результат                 | Суперник Результат | Суперник Результат | Суперник Результат | Суперник Результат | Суперник Результат | Суперник Результат | Місце            |
| ---------------------------------------- | ---------- | ---------------------------------- | ------------------ | ------------------ | ------------------ | ------------------ | ------------------ | ------------------ | ---------------- |
| Антон Лімонов Київ Соломія Братейко Київ | Пари       | Мартінес Роблес/Сяо Яо Поразка 3-1 | Завершили виступ   | Завершили виступ   | Завершили виступ   | Завершили виступ   | Завершили виступ   | Завершили виступ   | Завершили виступ |

### Командні ігрові види спорту з м'ячем

#### Баскетбол 3x3
Спортсменів — 4

##### Жінки
| Спортсмен | Груповий раунд        | Груповий раунд        | Груповий раунд      | Груповий раунд | 1/4              | Півфінал         | Фінал            | Місце            |
| --- | --------------------- | --------------------- | ------------------- | -------------- | ---------------- | ---------------- | ---------------- | ---------------- |
| Спортсмен | Матч 1                | Матч 2                | Матч 3              | Місце          | 1/4              | Півфінал         | Фінал            | Місце            |
| Вероніка Космач Івано-Франківська область Оксана Моллова Івано-Франківська область Міріам Уро-Ніле Київ Кристина Філевич Івано-Франківська область | Польща Перемога 16-19 | Естонія Поразка 14-13 | Литва Поразка 14-21 | 3              | Завершили виступ | Завершили виступ | Завершили виступ | Завершили виступ |

#### Пляжний Футбол
Спортсменів — 24

##### Чоловіки
| Місце | Команда   | Кіл-сть ігор | Перемога | Нічия | Поразка | Забито голів | Голів пропущено | Різниця голів | Очки |
| ----- | --------- | ------------ | -------- | ----- | ------- | ------------ | --------------- | ------------- | ---- |
| 1     | Швейцарія | 2            | 2        | 0     | 0       | 13           | 6               | 7             | 6    |
| 2     | Україна   | 2            | 1        | 0     | 1       | 8            | 9               | -1            | 3    |
| 3     | Італія    | 2            | 1        | 0     | 1       | 11           | 10              | 1             | 3    |
| 4     | Молдова   | 2            | 0        | 0     | 2       | 8            | 15              | -7            | 0    |

| 27.06.2023 14:00 |

| Італія                                                                     | 5:6 | Україна |
| -------------------------------------------------------------------------- | --- | --- |
| 35' Марко Джіордані 26' Лука Бертака 25' Емануєль Зурло 5' Франческо Шакка |     | 34' Максим Войток 29' Андрій Пашко 28' Андрій Борсук 12' Олег Зборовский 5' Ярослав Заворотній 3' Юрій Щериця |

| TARNOW BEACH ARENA |

| 28.06.2023 18:30 |

| Швейцарія                                                      | 4:2 | Україна                            |
| -------------------------------------------------------------- | --- | ---------------------------------- |
| 20' Патрік Рутіман 18' Сільвано Кеслер 18', 26' Деян Станковіч |     | 26' Андрій Борсук 4' Іван Глутский |

| TARNOW BEACH ARENA |

| 29.06.2023 14:00 |

| Молдова | — | Україна |
| ------- | - | ------- |
|         |   |         |

| TARNOW BEACH ARENA |

##### Жінки
| Місце | Команда | Кіл-сть ігор | Перемога | Нічия | Поразка | Забито голів | Голів пропущено | Різниця голів | Очки |
| ----- | ------- | ------------ | -------- | ----- | ------- | ------------ | --------------- | ------------- | ---- |
| 1     | Іспанія |              |          |       |         |              |                 |               |      |
| 2     | Італія  |              |          |       |         |              |                 |               |      |
| 3     | Україна |              |          |       |         |              |                 |               |      |

| 27.06.2023 15:30 |

| Іспанія                                                                  | 6:4 | Україна                                                         |
| ------------------------------------------------------------------------ | --- | --------------------------------------------------------------- |
| 11', 17' Крістіна Гонзалес 10', 30' Андреа Мірон 3', 20' Андреа Алькайде |     | 35' Анна Шульха 20', 15' Анастасія Кліпаченко 13' Ірина Василюк |

| TARNOW BEACH ARENA |

| 28.06.2023 15:30 |

| Італія             | 1:2 | Україна              |
| ------------------ | --- | -------------------- |
| 26' Катеріна Багрі |     | 33', 34' Юлія Дехтяр |

| TARNOW BEACH ARENA |

### Текбол
Спортсменів — 4
Українська збірна з текболу представлена: – Дмитром Шевчуком, Олегом Усиченком, Катериною Фесенко та Дар'єю Зеленською.

## Танцювальні види спорту

### Брейкданс
Спортсменів — 3

#### Чоловіки
| Спортсмен                                                | Змагання | Группова стадія          | Группова стадія           | Группова стадія          | Группова стадія | Чвертьфінал             | Півфінал           | Фінал              | Фінал           |
| Спортсмен                                                | Змагання | Суперник Результат       | Суперник Результат        | Суперник Результат       | Місце           | Суперник Результат      | Суперник Результат | Суперник Результат | Місце           |
| -------------------------------------------------------- | -------- | ------------------------ | ------------------------- | ------------------------ | --------------- | ----------------------- | ------------------ | ------------------ | --------------- |
| Олександр Гатин-Лозинський Львівська область (Люси Скай) | Особиста | Снеп Перемога 2(17)-0(1) | Дані Нічия 1(9)-1(9)      | Лагет Поразка 2(15)-0(3) | 3               | Завершив виступ         | Завершив виступ    | Завершив виступ    | Завершив виступ |
| Олег Кузнєцов Київ (Кузя)                                | Особиста | Хак Перемога 2(16)-0(2)  | Ліл Зу Поразка 2(18)-0(0) | Ціс Перемога 2(13)-0(5)  | 2Q              | Дані Поразка 0(4)-2(14) | Завершив виступ    | Завершив виступ    | Завершив виступ |

#### Жінки
| Спортсмен                                     | Змагання | Группова стадія             | Группова стадія           | Группова стадія           | Группова стадія | Чвертьфінал                            | Півфінал                  | Фінал                    | Фінал |
| Спортсмен                                     | Змагання | Суперник Результат          | Суперник Результат        | Суперник Результат        | Місце           | Суперник Результат                     | Суперник Результат        | Суперник Результат       | Місце |
| --------------------------------------------- | -------- | --------------------------- | ------------------------- | ------------------------- | --------------- | -------------------------------------- | ------------------------- | ------------------------ | ----- |
| Анна Пономаренко Харківська область (Стефані) | Особиста | Ванесса Перемога 0(3)-2(15) | Камін Перемога 0(3)-2(15) | Надія Перемога 0(0)-2(18) | 1Q              | Сеньйорита Карлота Перемога 0(0)-2(13) | Ніка Перемога 2(17)-1(10) | Індія Поразка 3(25)-0(2) | 2     |